# سرگئی گاربوزوف
سرگئی گاربوزوف (انگلیسی: Sergey Garbuzov؛ زادهٔ ۱۳ ژانویهٔ ۱۹۷۴) بازیکن واترپلو اهل روسیه است.